# Mafstory
Mafstory je slovenský televizní seriál stanice TV JOJ popisující život slovenské „mafiánské rodiny“. Námětem seriálu bylo divadelní představení divadla GUnaGU English is Easy, Csaba is Dead.
V průběhu pěti řad seriálu byli v některých rolích vyměněni jejich představitelé.

## Osoby a obsazení
- Roman Fratrič jako Rudy Molnár – velký boss rodiny, přezdívaný též Mozek. Má velmi rád akční počítačové hry. V druhé sérii je vyhnán novým bossem Alim a Rudy tak odchází do Argentiny, kde má dům hned vedle Elvise Presleyho a Adolfa Hitlera.
- Peter Sklár jako Albert „Ali“ Krasňanský – nový boss, po propuštění z vězení v Ilave se vrací zpět do Veľkého Medera, kde zjistí, že Rudy s rodinou mu přebral teritorium. Po vyhnání Rudyho se stává novou hlavou rodiny a milencem Pipiny. Jak vyjde později najevo, má dvě děti Mikiho a Robiho (parafráze na hlavní postavy z divadelního představení English is easy, Csaba is dead) z předchozího manželství. Ali je nejvzdělanější člen rodiny (mimo účetního Milana), má rád operu, divadlo, drahý a kvalitní alkohol a krásnou literaturu. V páté sérii se oženil s Pipinou, kvůli snaze stát se slovenským prezidentem.
- Peter Batthyany jako Banán (vlastním jménem Šimon Nagy) – pravá ruka obou bossů, před příchodem Aliho je Pipininým milencem, po příchodu Aliho si našel novou přítelkyni „Bejátku“ Farkašovou. Mluví rychleji než myslí a je velmi impulzívní. K jeho typickému vyjadřování patří velké množství vulgarismů a vyhrožování (později je po nátlaku TV JOJ nucen mírnit se). Má jedno dítě - Kiwiho. Má i bratra Maroše, který je velitelem na policejní stanici a s nímž se celá léta neviděl. Maroš je pravým opakem Banána - poctivý a zásadový, hraje jej taktéž Peter Batthyany.
- Martin Vanek později Gabriela Dzuríková jako Ingrid „Pipina“ Molnárová - Rudyho neteř a Banánova bývalá přítelkyně, později přítelkyně a manželka Aliho. Nepatří mezi nejkrásnější ženy a proto absolvuje na začátku druhé série plastickou operaci. Od té doby hraje Pipinu Gabriela Dzuríková.
- Igor Adamec jako Milanko – přezdívaný též „Krtek“, rodinný účetní, do rodiny se dostal na inzerát, předtím pracoval jako účetní Výrobního družstva invalidů. Věnuje se botanice, je zapáleným ochráncem životního prostředí. Je jediným slušným, velmi inteligentním a vzdělaným, i když ustrašeným členem rodiny. V průběhu doby si najde přítelkyni Katku Tóthovou (Jeanette Švoňavská) se kterou se zasnoubí.
- Ivan Macho jako Prco – rodinný specialista na „špinavou práci“ a pravá ruka Banána, je nemluvný, údajně je jeho matka potkan (asi proto jej někdy nazývají „zvířátko“). Rád vybírá výpalné a ještě raději řeší problémy s dlužníky, jeho nejlepší „přítelkyní“ je baseballová pálka, ale má rád i nože, mačety a výbušniny. Taktéž občas vypomáhá v Jaderné elektrárně Mochovce při opravách reaktoru, protože je na radioaktivitu zvyklý (patrně po potkaních předcích) a pro elektrárnu vyjde laciněji než vyslání robota. Jeho „vzděláním“ jsou 3 ročníky základní školy.
- Martin Vanek jako Béla – rodinný lékař, studovaný veterinář, má i několik semestrů medicíny. Jeho nejoblíbenější činností je „požívání“ jakéhokoliv druhu alkoholu ve velkých dávkách. V druhé sérii se z něj stane primář rodinné nemocnice. Ve čtvrté řadě se zjistí, že je hledaným svatebním podvodníkem, který okrádá místní důchodkyně. Má neskutečný strach z krve, chvíli se jej snažil překonávat tím, že operoval se zavázanýma očima. Po stížnostech pacientek, kterým přišil ňadra na záda, mu Ali zakázal operovat.
- Peter Batthyány jako Teta Márgit alias Márgit Néni (co znamená maďarsky „teta Márgit“) – Banánova maminka. Vaří pro Banána jeho oblíbený „pľucek na smetane“ a pro celou rodinu segedín. Je největší pěstitelkou zelí na Žitném ostrově. Jejím životním partnerem je zpěvák Otto Weiter. Stále sní o tom, že se Pipina a Banán vezmou. V páté sérii se s Ottou Weiterem rozejde.
- Beátka Farkašová, Banánova přítelkyně, pracuje v knihovně. Je největším nepřítelem účetního Milana, se kterým byla na rekreaci, Milan ji v jedné epizodě chtěl dát dokonce zbít, žádost však přednesl Banánovi. Jednoho dne však Bejátka zemřela, když na ni spadly všechny knihy z knihovny, Milan si myslel, že ji zabil pomocí voodoo, ale ve skutečnosti ji zabil konkurenční mafiánský gang. Molnárovi tuto skutečnost Banánovi zatajili, aby nezabili ještě jeho. V seriálu se Bejátka nikdy neobjevila.
- Petra Molnárová jako Marianka, letuška, do které se Banán v 8. sérii zamiloval a pak si ji vzal za manželku v Las Vegas. Bohužel, na Slovensku tento druh sňatku není platný, takže de facto manželé nejsou. Marianka je „pravá“ blondýnka (vizuálně i myšlením), její nejčastější odpověď zni: To je geniálné! a myslí, si, že jsou s Pipinou nejlepší kamarádky, Pipina si o ní ale myslí své.
- Jeanette Švoňavská jako černoška Katarína „Katka“ Tothová, přítelkyně Milanka. Zpočátku se tvářila jako sousedka Molnárových, ale v 8. sérii se z vyklubala tajná agentka nasazená na Molnárovský klan. Nechala se ovšem zlákat a přeběhla k mafiánskému klanu, kde si občas „přivydělá“ nějakou „prácičkou“. O Molnárových napsala tajné službě tu nejlepší zprávu o jejich „absolutní bezúhonnosti“.
- Květa - kamarádka Pipiny. Pipina s ní jen vždy dlouho telefonuje, v seriálu není nikdy vidět.

V Mafstory se objevily v epizodních rolích i některé slovenské celebrity, například Juraj Bača, Otto Weiter, Karol Čálik jako Gregor, kapela Desmod a mnoho dalších.

## Příběh
V městečku Veľký Meder (Meděr) na Slovensku žije rodinka Molnárových. Rudy, šéf celého klanu, potřebuje nového účetního. Sháněním pověří Banána, ten zveřejní inzerát v novinách. Přihlásí se Milanko, bývalý učitel na Obchodní akademii a profesionální účetní. Všem, mimo Banána, se ihned zalíbil a vzali jej mezi sebe. Banánovi se znelíbil protože se Milanko až příliš zalíbil Pipině.
Když už měl Rudy účetního, mohla jeho firma růst. Založili proto nadaci „Oheň ako dar“, která měla krýt aktivity s vybíráním výpalného.
Takto plyne čas a rodinka řeší „běžné problémy mafiánského života“, najednou však přijde zpráva, že z vězení po deseti letech propustili bývalého bosse Aliho Krasňanského. Ten si samozřejmě nárokuje zpět své teritorium, které mu Rudy po jeho uvěznění přebral.
Alimu se to nakonec podaří a Rudyho vyžene z rodiny. Rudy prodá své pozemky na Ukrajině, a za získané peníze si kupuje dům v Argentině (jeho sousedy jsou Elvis Presley a Adolf Hitler). Pipina jde na plastiku, která nabourá rodinný rozpočet, ale nadmíru se podaří. Opouští Banána a stává se Aliho přítelkyní.
Pod Aliho vedením firma nadále roste, do svého portfolia přibírá nemocnici, v níž je primářem Béla. Ali se pouští i do nových druhů trestné činnosti, podvodů a machinací, jako například koupě hokejového klubu, zničení ropných rezerv a následný krach Slovnaftu s cílem koupit jej co nejlevněji. Dalším projektem je plán výstavby mrakodrapu Big Meder Tower III ve Velkém Mederi, celní podvody, únos lodi s bulharskou zásilkou „kokainu“ (pod označením koks se však skrývalo opravdu fosilní palivo). Díky Aliho podplácení vystudovala například i Pipina vysokou školu ekonomickou. Ali má také plán jak se stát slovenským prezidentem a aby měl první dámu, rozhodne se s Pipinou oženit.

## Spin-offy a speciály Mafstory
Mafstory se během své existence dočkalo čtyř speciálních epizod. Jde v podstatě o sestřihy toho nejlepšího z předešlých epizod vhodně doplněné o komentáře Banána, respektive tety Márgit. Silvestrovské Mafstory bylo částí filmu, který tvořilo společnně se Silvestrovskými Profesionály (seriál, kde hraje Peter Batthyany náčelníka policejní stanice). Šlo o smíchání postav z obou seriálů do jednoho příběhu.
Prvým spin-offem Mafstory byla krátká minirelace (vysílaná před premiérovou částí Mafstory) Banán radí, v relaci radil Banán lidem s problémy běžného života poněkud netradičním způsobem. Jestli šlo o e-maily od skutečných diváků nebo jen výsledek práce scenáristy seriálu není známo. Za další spin-off Mafstory se dá považovat nový seriál TV JOJ, Profesionáli. Na tvorbě seriálu sa podílí stejný tým a i styl humoru je velmi podobný, i když se zde vyskytuje o poznání méně vulgarismů.

## Seznam dílů
Seriál byl natočen v deseti sériích s různými počty dílů mezi 15 a 21. Navíc byly natočeny 4 speciální díly.

### První řada
1. „Účtovník“
2. „Nové mravy“
3. „Vo veľkom štýle“
4. „Reklama“
5. „Že problémy v škole?“
6. „Pereme peňáze“
7. „Rudy chudne“
8. „Kto lúbi Rudynka...“
9. „Zlodej medzi mafiánmi“
10. „Duchovia a kyselinár“
11. „Dvojník“
12. „Svet podľa mňa“
13. „Firemné hry“
14. „Domáci miláčik“
15. „Udavač“
16. „Vianoce“
17. „Silvester u Molnárovcov“

### Druhá řada
1. „Zjavil sa Ali“
2. „Valentín“
3. „Únos“
4. „Rudy kontra Ali“
5. „Béla mafiánom“
6. „MDŽ“
7. „Supermodel“
8. „Decko v rodine“
9. „Otto“
10. „Šibačka“
11. „Nemocnica“
12. „Márgit u Molnárovcov“
13. „Kufrík“
14. „Ali a Pipina“
15. „Okuliare“
16. „Dovolenka“
17. „Susedka“
18. „Námesačný“
19. „Veľká pardubická“
20. „Mama“
21. „Poker“

### Třetí řada
1. „Hokej“
2. „Orgány“
3. „Nový dom“
4. „Tehotná Pipina“
5. „Veštica“
6. „Andy Warhol“
7. „Prco ide do školy“
8. „Márgit zomiera“
9. „Molnárovci v TV“
10. „Výkupné“
11. „Stretávka“
12. „Dátum smrti“
13. „Mikuláš“
14. „Gregor“
15. „Sviatky pokoja“

### Čtvrtá řada
1. „Lykožrút“
2. „Kokaín“
3. „Kiahne“
4. „Sobášny podvodník“
5. „Vendeta“
6. „Zúrivý Banán“
7. „Páter Jonáš“
8. „1. Apríl“
9. „Červená ortuť“
10. „Sestrička“
11. „Deti“
12. „Zločin a trest“
13. „Hotel“
14. „Paparazzi“
15. „Frankfurt“
16. „Stávka“
17. „Colníčka“
18. „Narodeniny tety Márgit“
19. „Guľožrút“

### Pátá řada
1. „Banková lúpež“
2. „Mrakodrap v Mederi“
3. „Zjavenie svatého“
4. „Vivat akadémia“
5. „Zabili Prca "...parchanti!“
6. „Rafinéria“
7. „Pán prezident“
8. „Obrúčky“
9. „Aliho manželka“
10. „Buď szeged-in!“
11. „Nadine a Lešek“
12. „Darček z Bukurešti“
13. „Banánové frajerky“
14. „Satelit“
15. „Duch starej Csontosovej“
16. „Tajné Vianoce“

### Šestá řada
1. „Prezident alebo boss?“
2. „Konzultant“
3. „Hazard tety Márgit“
4. „Rozlúčka s Beátkou“
5. „Liečba šokom“
6. „Pitbull Banán“
7. „Klub mafiánskych žien“
8. „Tehotná Katka“
9. „Aliho mama“
10. „Nečakaná návšteva“
11. „Zmiznutý Banán“
12. „Vo víne je pravda“
13. „Prcova nevesta“
14. „Honelník“
15. „Feďovo dedičstvo“
16. „Kimla“
17. „Zázračný Milan“

### Sedmá řada
1. „Kšeft storočia“
2. „Molnárovci na mizine“
3. „Molnárovci v kríze“
4. „Exekútor“
5. „Nový začiatok“
6. „Neslušný návrh“
7. „Puč“
8. „Falošné peniaze“
9. „Veľký halloweensky únos“
10. „Liečivý prameň“
11. „Františkáni“
12. „Pašeráci“
13. „Rumunský kráľ“
14. „Rekviem pre Šoóša“
15. „Rýchlovka“
16. „Vánoce jak sa patrí“

### Osmá řada
1. „Prezidentský špeciál“
2. „Elton John“
3. „Rodinná reštaurácia“
4. „Márgit a Trúde“
5. „Tajná agentka“
6. „Rusovlasý Sergej“
7. „Veľký zoznam“
8. „Márgit a Bulhari“
9. „Erolinky“
10. „Rudy sa vracia“
11. „Stará láska“
12. „Molnárovci v pasci“
13. „Stará Balážiková“
14. „Mama je späť“
15. „Vyšetrovateľ“
16. „Golfista Banán“

### Devátá řada
1. „Synchronicita“
2. „My fair lady“
3. „Záhadný trezor“
4. „Ali šejkom“
5. „Sultán“
6. „Mŕtvy muž prichádza“
7. „Aliho sladká pomsta“
8. „Detektor lži“
9. „Ženská vzbura“
10. „Alberto Bocceli“
11. „Chameleón“
12. „Bratranec Emil“
13. „Béla Oceľová päsť“
14. „Deminuo Ovorum“
15. „Ali Santa Claus“

### Desátá řada
1. „Ultrazvuk“
2. „Uruguaj“
3. „Argentínske dedičstvo“
4. „Laktačná psychóza“
5. „Danka a Janka“
6. „Fabergého vajce“
7. „Klub bitkárov“
8. „Debrecín banka“
9. „Žuzli mužli“
10. „Atómový kryt“
11. „Zoznámte sa, Ján Zubatý“
12. „Krstný otec“
13. „Talian“
14. „Droga pravdy“
15. „Obojok“
16. „Pôrod“

### Speciály
1. „Banánov špeciál“
2. „Banánov kamarát“
3. „Márgit sama doma“
4. „Silvestrovské Mafstory“